# Alterssyndrom

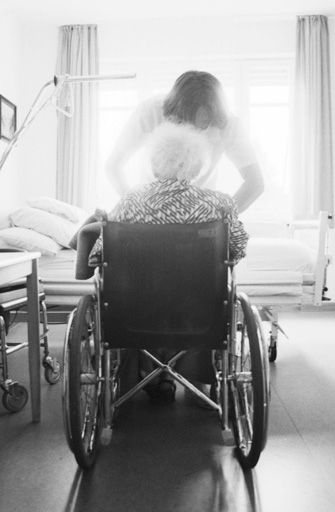
Pflegebedürftigkeit im Alter

Alterssyndrome sind Syndrome, die im Alter über 60 Jahre häufiger auftreten als bei Jüngeren.
Syndrome sind die Anhäufung mehrerer Einzelsymptome, die in dieser Kombination ihre Ursache in ganz verschiedenen Krankheiten (gleichzeitig) haben kann/können. Ihr Auftreten, bzw. der Verdacht darauf, aufgrund eines einzelnen Symptoms, sollte immer eine umfassende Abklärung (Geriatrisches Assessment, kombinierte fachärztliche Diagnostik) auslösen, um Folgeschäden klein zu halten und um eventuell noch die Grunderkrankung behandeln zu können.
Die einzelnen Alterssyndrome, und die zugrunde liegenden Krankheiten oder Störungen, schaukeln sich oft gegenseitig hoch. Sie werden im englischen Sprachraum auch die „fünf großen I “ genannt nach den englischen Worten für
- Intelligenzabbau (vor allem die verschiedenen Demenzen),
- Immobilität, (Bewegungsmangel, Arthrose, Lähmungen)
- Instabilität (Schlaganfall, Sturz im Alter)
- Inkontinenz (Harninkontinenz oder Stuhlinkontinenz) und
- Impairment of… (Einschränkungen der Wahrnehmungsorgane Auge, Ohr wie Augenkrankheiten im Alter, insbesondere Alterssichtigkeit, Störungen des Gehörs usw.)

Diese englischsprachigen Begriffe der Alterssyndrome fassen verschiedene Krankheiten als Warnzeichen für den behandelnden Arzt zusammen.
Etwa 5 Prozent der Menschen über 60 Jahre in den Industrienationen sind durch verschiedene Krankheiten bei den alltäglichen Verrichtungen so sehr behindert, dass sie über weite Strecken des Tages auf Hilfe angewiesen sind (Pflegebedürftigkeit). Sie werden medizinisch häufig von verschiedenen Fachdisziplinen nebeneinander betreut. Eine Absprache zwischen diesen Fachdisziplinen (häufig z. B. Augenarzt, Internist, Orthopäde) könnte eine Dekompensation und die folgende Krankenhaus- oder Pflegeheimeinweisung zumindest aufschieben, wenn nicht ganz verhindern. Dazu ist das Erkennen der Alterssyndrome hilfreich. Geriatrie ist insofern nicht nur Fachdisziplin, sondern auch eine Querschnittsaufgabe in der Medizin.